# Lawrenceburg (Tennessee)
Lawrenceburg – miasto w Stanach Zjednoczonych, w stanie Tennessee, siedziba administracyjna hrabstwa Lawrence.